# Branislav Simić
Branislav Simić (* 21. März 1935 in Gornja Rogatica, Bačka Topola, Vojvodina) ist ein ehemaliger jugoslawischer Ringer.

## Werdegang
Branislav Simić wuchs in der Vojvodina auf. Bereits als Jugendlicher begann er 1948 mit dem Ringen. Er gewann im Jugendbereich in Jugoslawien alle nationalen Meistertitel im griech.-römischen Stil, dem Stil, den er ausschließlich rang und wurde daraufhin zu dem großen Sportverein Proleter Zrenjanin delegiert. Sein damaliger Trainer Jeno Kracević führte in relativ schnell an die europäische Spitzenklasse heran. Bereits mit 18 Jahren durfte er 1953 bei den Weltmeisterschaften in Neapel im Mittelgewicht starten, hatte aber ausgesprochenes Lospech, denn er musste schon in den beiden ersten Runden gegen den Olympiasieger von 1952 Axel Grönberg aus Schweden und den Silbermedaillengewinner von 1952 Kalervo Rauhala aus Finnland antreten und verlor beide Kämpfe. 1954 rang er innerhalb eines Länderkampfes BRD – Jugoslawien gegen den Dortmunder Horst Heß und verlor knapp nach Punkten. Auch in den nächsten Jahren konnte er auf den internationalen Ringermatten keine großen Meriten ernten. Er scheiterte dabei immer wieder an den routinierten Weltklasseringern Giwi Kartosia aus der Sowjetunion, Dimitar Dobrew aus Bulgarien und György Gurics aus Ungarn. Von 1959 bis 1961 war er auf den internationalen Ringermatten überhaupt nicht zu sehen. Ab 1962 nahm er aber dann mit immer größer werden Erfolgen wieder am internationalen Ringergeschehen teil. 1963 wurde er Vizeweltmeister und 1964, zum Höhepunkt seiner Laufbahn, gar Olympiasieger in Tokio. Bei den Olympischen Spielen 1968 in Mexiko-Stadt gewann er im Mittelgewicht noch einmal eine Bronzemedaille. Der Deutsche Lothar Metz verbaute ihm dabei den Weg zur erneuten Goldmedaille.
Branislav Simić war 1,80 m groß und startete immer im Mittelgewicht, dessen Gewichtsgrenze bis 1961 bei 79 kg und ab 1962 bei 87 kg Körpergewicht lag. Er studierte Geschichtswissenschaften und war nach seiner Ringerlaufbahn Geschichtsprofessor. Für seine Verdienste um den Ringersport wurde er im September 2007 in die FILA International Wrestling Hall of Fame aufgenommen.

## Internationale Erfolge
(OS = Olympische Spiele, WM = Weltmeisterschaft, GR = griech.-röm. Stil, Mi = Mittelgewicht)
- 1953, 12. Platz, WM in Neapel, GR, Mi, nach Niederlagen gegen Axel Grönberg, Schweden und Kalervo Rauhala, Finnland;
- 1955, 5. Platz, WM in Karlsruhe, GR, Mi, mit Siegen über Hendrik De Nijs, Niederlande und Oskar Holinger, Schweiz und Niederlagen gegen György Gurics, Ungarn und Giwi Kartosia, Sowjetunion;
- 1956, 10. Platz, OS in Melbourne, Gr, Mi, nach Niederlage gegen Dimitar Dobrew, Bulgarien, Aufgabe wegen Verletzung;
- 1956, 2. Platz, Welt-Cup in Istanbul, Gr, Mi, hinter Giwi Kartosia, Sowjetunion; vor Horst Heß;
- 1957, 3. Platz, "Adria-Pokal" in Opatija, GR, Mi, hinter Hans Antonsson, Schweden und Miklós Szilvási, Ungarn;
- 1958, 1. Platz, Turnier in Udine, GR, Mi, vor Georg Utz, BRD und I. Molon, Italien;
- 1958, 8. Platz, WM in Budapest, GR, Mi, mit Sieg über Trantjaczy, Polen, einem Unentschieden gegen Mithat Bayrak, Türkei und einer Niederlage gegen Giwi Kartosia;
- 1962, 3. Platz, "Iwan-Poddubny-Memorial" in Moskau, Gr, Mi, hinter Gheorghe Popovici, Rumänien und Kirow, Sowjetunion;
- 1962, 1. Platz, "Werner-Seelenbinder"-Turnier in Leipzig, GR, Mi, vor Erik Andersson, Schweden und Hermann Borchers, DDR;
- 1963, 2. Platz, WM in Helsingborg, GR, Mi, mit Siegen über Angelo Foschino, Italien, Wayne Baugham, USA, Raymond Schummer, Luxemburg und Unentschieden gegen György Gurics und Nikolai Tschutschalow, Sowjetunion;
- 1964, Goldmedaille, OS in Tokio, Gr, Mi, mit Siegen über Pentti Punkari, Finnland, Julio Graffigna, Argentinien, Géza Hollósi, Ungarn und einem Unentschieden gegen Walentin Olenik, Sowjetunion;
- 1965, 7. Platz, WM in Toledo/USA, Gr, Mi, mit Sieg über Jean-Marie Chardonnes, Schweiz, Unentschieden gegen Wladimir Smolinski, Polen und Ion Ţăranu, Rumänien, danach Aufgabe wegen Verletzung;
- 1966, 6. Platz, WM in Bukarest, GR, Mi, mit Sieg über Günter Kowalewski, BRD und Unentschieden gegen Lothar Metz, DDR, Sven Allan Olsson, Schweden und Waclaw Orlowski, Polen;
- 1966, 2. Platz, "Iwan-Poddubny-Memorial" in Minsk, Gr, Mi, hinter Kogan, Sowjetunion;
- 1967, 1. Platz, Mittelmeerspiele in Tunis, GR, Mi, vor Mehmet Ucar, Türkei und A. Mouzakis, Griechenland;
- 1967, 6. Platz, WM in Bukarest, Gr, Mi, mit Sieg über Kowalewski und unentschieden gegen Olsson, Orlowski und Metz;
- 1966, 2. Platz, "Iwan-Poddubny-Memorial" in Alma-Ata, Gr, Mi, hinter Walentin Olenik, Sowjetunion;
- 1968, Bronzemedaille, OS in Mexiko-Stadt, Gr, Mi, mit Siegen über Chardonnes, Nicolae Neguț, Rumänien, Jiří Kormaník, CSSR und Unentschieden gegen Olenik und Metz